# Buni Ayu
Buni Ayu is een bestuurslaag in het regentschap Tangerang van de provincie Banten, Indonesië. Buni Ayu telt 4863 inwoners (volkstelling 2010).